# Claygate Cross
Claygate Cross est un hameau du district de Tonbridge et Malling, dans le comté du Kent.

## Lieu
Il est près de la Rivière Bourne et à proximité de la grande ville de Sevenoaks. Les villages de Borough Green et Ightham, et les hameaux de Claygate, Basted, Sheet Hill et Crouch sont aussi à proximité.

## Transports
À environ un mile et demi, il y a la route A227.